# Chiesa di Sant'Ambrogio (Sant'Ambrogio, Trebaseleghe)
La chiesa di Sant'Ambrogio è la parrocchiale di Sant'Ambrogio di Trebaseleghe, in provincia di Padova e diocesi di Treviso; fa parte della vicariato di Camposampiero.

## Storia

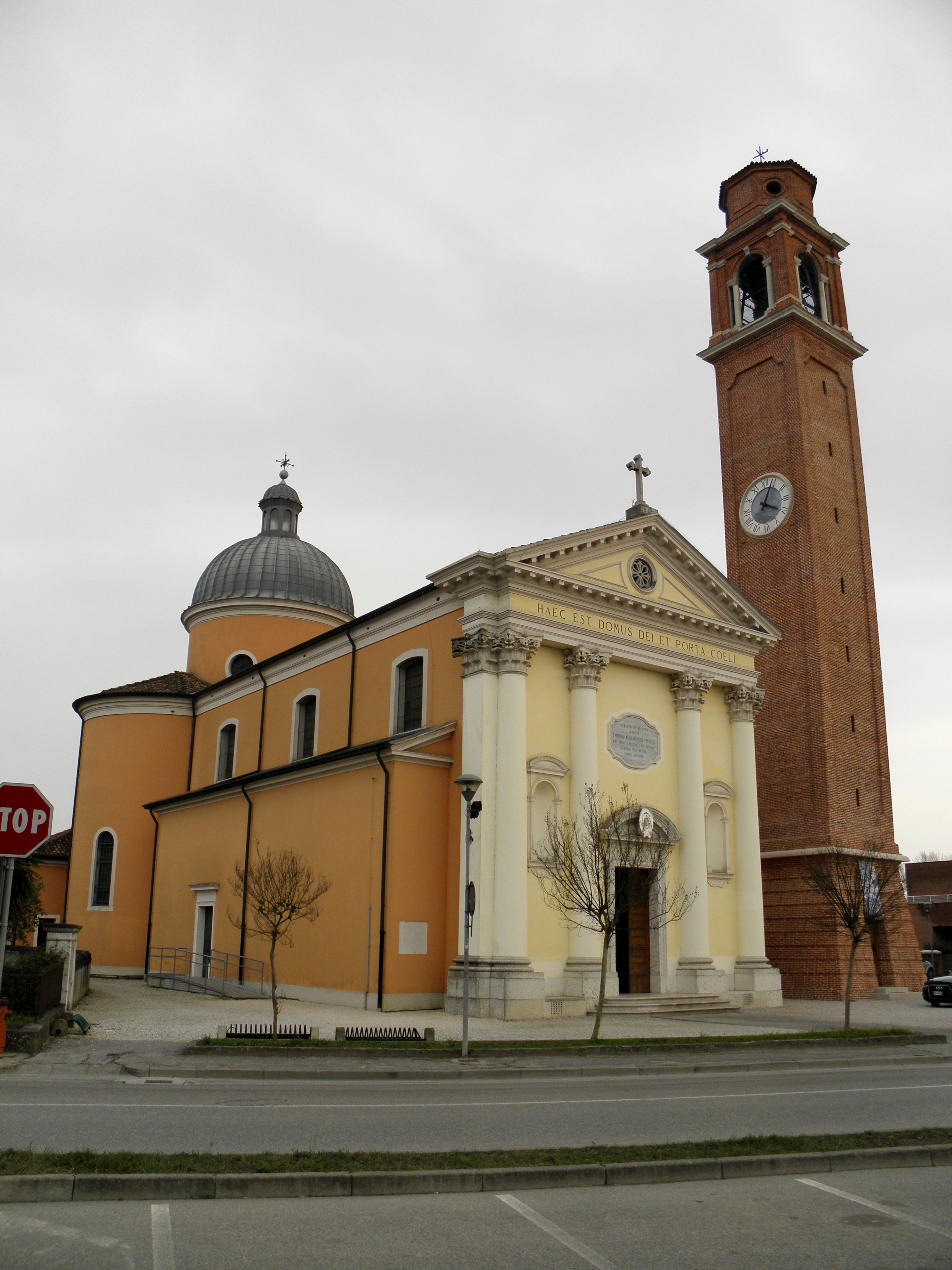
Il complesso della parrocchiale

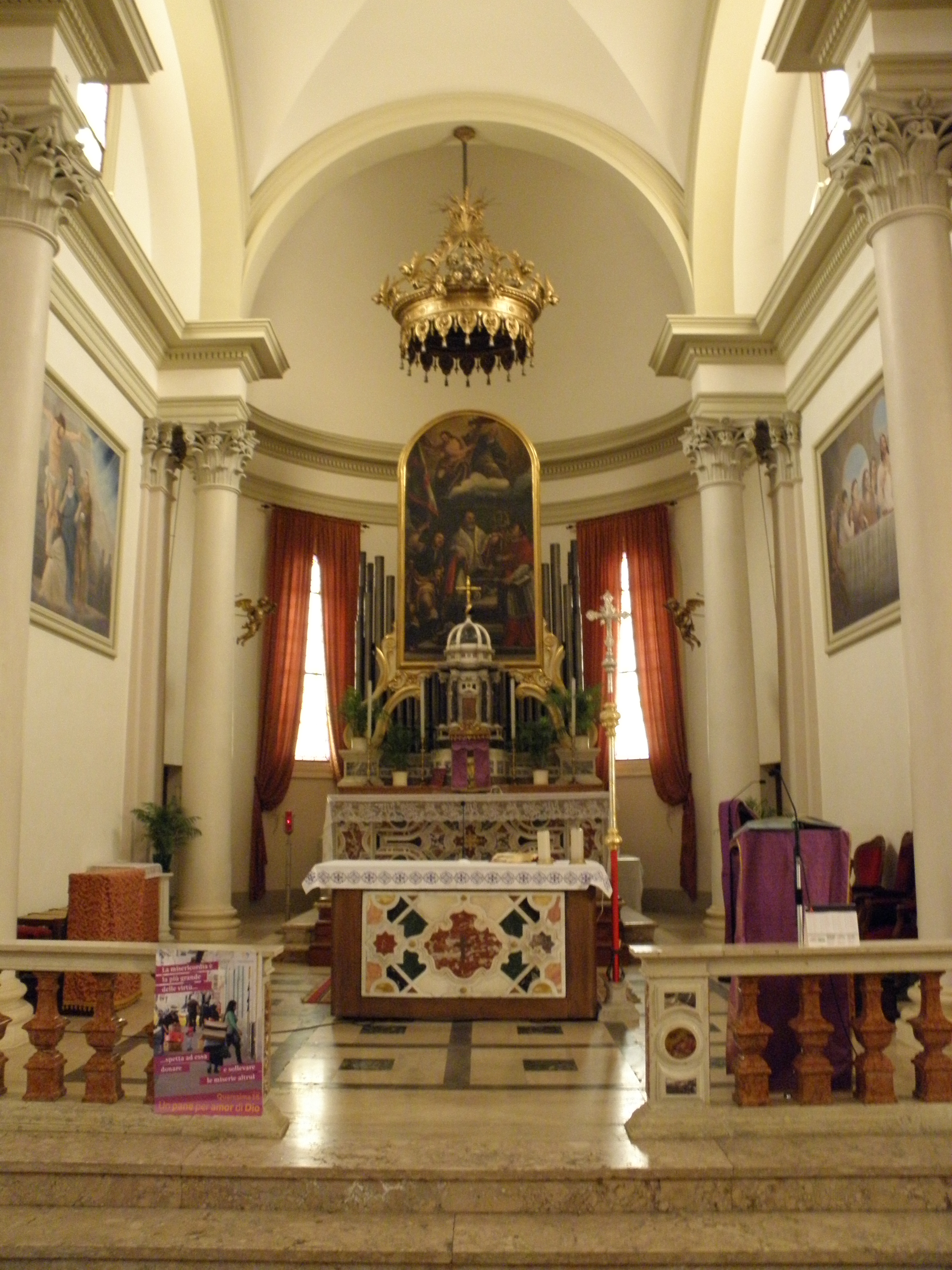
Il presbiterio

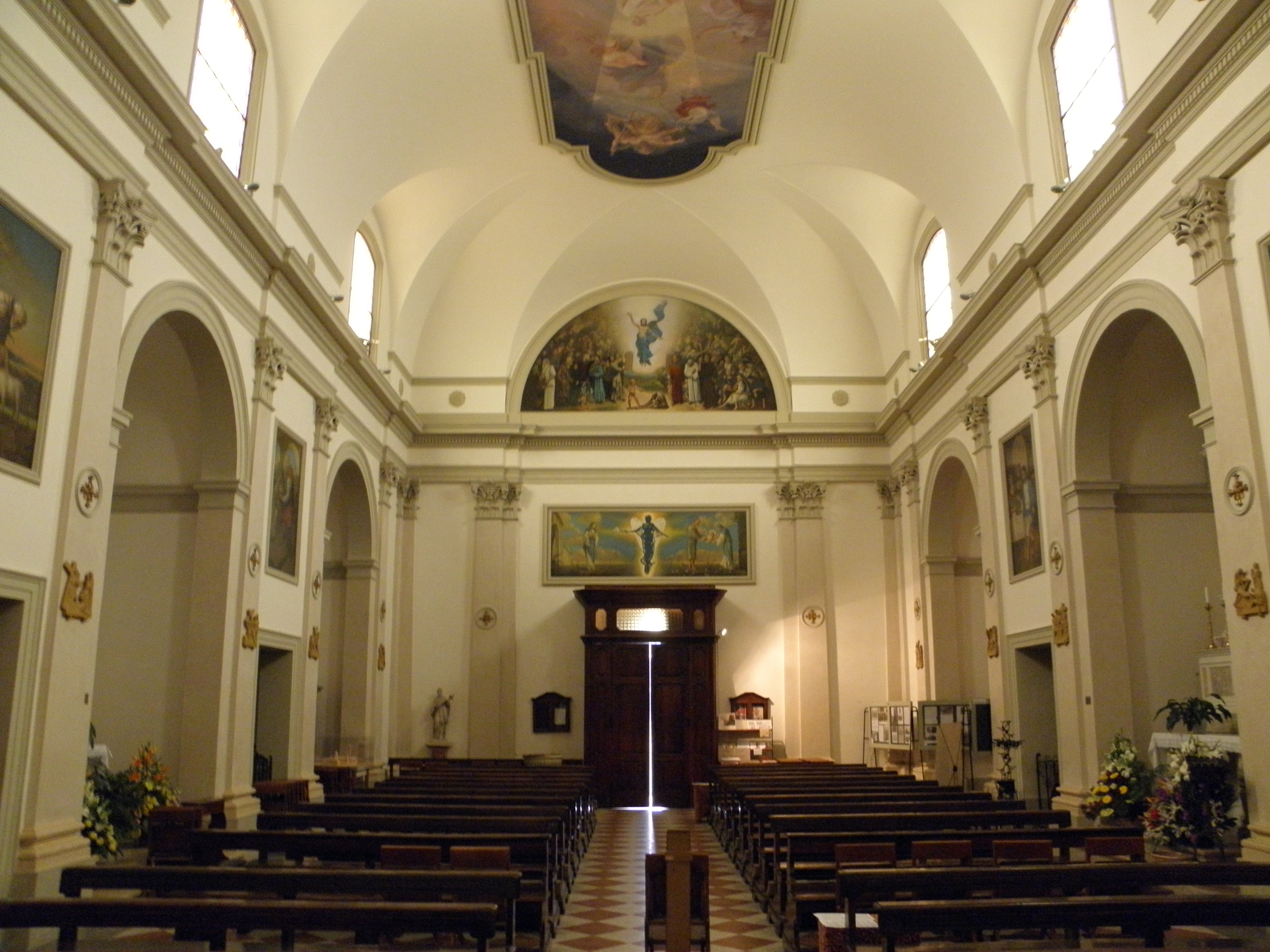
L'aula, con la controfacciata

Uno studio recente ipotizza che la fondazione e la dedica al santo della chiesa di Sant'Ambrogio di Grion possa essere legata al passaggio di sant'Ambrogio, il quale, per recarsi da Milano al Concilio di Aquileia nel settembre del 381, avrebbe percorso un'antica via venetica che passava dove era situato l'antico castello, per evitare le strade romane in disfacimento e frequentate da banditi in cerca di bottino. La coincidenza temporale del mese di settembre con l'antica sagra di Sant'Ambrogio di Grion (terza domenica di settembre) e con la Fiera di Trebaseleghe (7 settembre) crea un legame, e una probabile origine motivata, tra le due manifestazioni e il passaggio del Santo lungo la strada in esame.
Le prime notizie storiche della Chiesa e del paese di S.Ambrogio risalgono al 1152: il Papa Eugenio III conferma al Vescovo di Treviso Bonifacio il “castrum sancti Ambrosii cum ecclesia…”: il castello di Sant'Ambrogio con la chiesa.
La chiesa era inserita all’interno del castello, costruito durante le invasioni Ungariche del 900 nei pressi dell'allora corso del Fiume Dese, poco ad ovest dell'attuale Via S.Ambrogio.
Dopo le invasioni barbariche il potere civile era scomparso, i Comuni dovevano ancora nascere, per cui i Vescovi ebbero campo libero per estendere il loro potere politico ed economico anche nei territori al di fuori delle città. Nel 926 re Ugo sancisce formalmente la cessione al vescovo della "Judicaria in valle noncupata Agredi": per questo anche il paese risulta fra le pertinenze del vescovado.
Nel 1200 l’Imperatore scese in Veneto e concesse ai suoi generali i territori che prima erano del Vescovo. Ezzelino da Romano sarà tristemente conosciuto per le distruzioni che portò anche a S.Ambrogio per conquistare il castello.
Caduto Ezzelino, nel 1271 il Comune di Treviso acquista da Vecelletto da Nordiglio il “Castrum Grigloni” (di Grion, probabilmente storpiatura del termine “Nordigloni”; altri lo fanno derivare da “Gregorio” –vescovo nel 1129- o da “Greco”, oppure nome di una pianta) e dopo qualche giorno stipula un atto di permuta con il Vescovo di Treviso Alberto Ricco. Il Comune cede al Vescovo il castello in cambio della Rocca di Cornuda. Molti sono gli atti del Comune e del Vescovo preparatori alla permuta. Confrontando le carte risulta una certa confusione tra i toponimi “Grion” e “S.Ambrogio” perché il Comune usa il termine laico “Grigloni” mentre il Vescovo privilegia il Santo titolare della Chiesa. 
Il Vescovo di Treviso diventava parroco della chiesa di S.Ambrogio e il prete che vi officiava era chiamato vicario perpetuo: nel 1330 il prete dovette versava al vescovo lire 10 per l’affitto della chiesa. 
Più tardi, nella suddivisione civile operata dal Comune di Treviso, il Castello, residenza di villeggiatura del Vescovo, con tutta la parte Nord del paese formeranno la Regola di S.Ambrogio, mentre la parte sud, con l’esclusione del sedime del Castello, formerà la Regola di Grion. Entrambe le Regole faranno parte della podesteria di Treviso insieme a Silvelle, mentre Trebaseleghe e le sue regole saranno inserite nella podesteria di Noale. 
Nel 1335 la regola di S.Ambrogio aveva 2 e 1/8 Fuochi (conglomerato abitativo costituito da famiglie imparentare fra di loro) e il Grion aveva 1 fuoco, per un totale di 250 anime da comunione.
Nel 1467, con l’arrivo di Venezia e l’assenza di conflitti, le anime da comunione salirono a 400, suddivise in 39 famiglie.
Dopo la guerra della Lega di Cambrai contro Venezia, terminata nel 1517, i castelli, tranne quelli sede di Podesteria come Noale e Camposampiero, verranno smantellati su ordine della Serenissima per evitare che a qualche signorotto venissero ancora brame di autonomia. Il Vescovo fu costretto a trasferirsi e a costruire una nuova residenza nel Grion, mentre la chiesa fu ricostruita nell’attuale sito, la data tuttavia non ci è pervenuta, ma nel 1534 risulta costruita, perché il vicario dovette pagare al vescovo una multa perché teneva la chiesa e la canonica in malo modo e perché male amministrava i beni.
Di quella Chiesa sono il paliotto d'altare e la statua della madonna con bambino.
Nel 1568 furono fabbricati in chiesa le cappelle o altari del Rosario e di San Giovanni evangelista.
Nel 1575 vi erano le scuole, o confraternite, del Santissimo e di S.Ambrogio. Quest’ultima decadde perché fu loro vietato di fare l’usuale pranzo annuale. Sempre in quell’anno vi è testimoniato un vessillo del Santo Patrono, il coperchio nel battistero per evitare che gli animali bevessero l’acqua benedetta, e i cantori che animavano messa e vespro.
Nel 1597 le anime da comunione sono 350.
Nel 1661 Vendramin Cazzaro e Battista Doin, Fabbricieri, fecero erigere nella vecchia chiesa l’attuale ciborio sopra l’altare maggiore.
Nel 1664, la 3ª domenica di settembre, il Vescovo-parroco consacrava una nuova chiesa.
Dai documenti della visita pastorale di Sebastiano Soldati avvenuta il 10 Settembre 1832 veniamo a sapere che nel 1669 venne collocata, secondo ancora i dettami del Concilio, la Pala di S.Ambrogio.
Di questo secolo sono anche la statua della Madonna con Bambino, policroma, in pietra dura, molto pesante, posta nella piccola nicchia a sinistra della navata.
Nel 1725 il 2 gennaio a S.Ambrogio si celebrava la solennità di S.Difendente, trasportata nel 1777 al 29 dicembre e nei mercoledì di Pasqua e Pentecoste. Doveva certo essere un Santo importante per il nostro paese.
La terza domenica di Settembre del 1754 fu consacrata una nuova chiesa.
Nel 1763 ci fu una lite con Rio S.Martino per una questione di quartesi (anche quando qualche decennio fa i chierichetti andavano a uova, via Favorita era sempre contesa!).
Nel 1792 ci si lamentava che il campanile era piccolo e che in chiesa c’era un organetto senza nessuno che lo suonasse.
Di questo secolo sono anche lo stendardo in legno, stile barocco, con statuetta di S.Ambrogio, e le 2 torce che lo completano. Di Girolamo Brusaferro (Venezia 1688-1745) sono le 2 tele (cm. 122 x 92) raffiguranti "la Natività" e "l'adorazione dei Magi" poste nei 2 emicicli.
Nel 1797 arriva Napoleone e S.Ambrogio di Grion diventa parrocchia autonoma. 
Nel 1825 fu realizzata da Antonio Minari la Pala di San Giovanni (cm. 180 x 90), posta nella prima cappella a destra della navata.
Fra il 1830 e il 1854 fu costruito il campanile, di altezza inferiore al presente.
Nel 1866 ci fu l'annessione al Regno d’Italia e si iniziò ad innalzare il campanile per non sfigurare con i campanili delle parrocchie vicine.
Nel 1872 si iniziò l’attuale chiesa su disegno di Francesco dalle Coste di Venezia.
“Il lavoro venne intrapreso perché crollante la vecchia chiesa ed angusta; quindi sopra nuovo disegno dell’Onorevole Signor Ingegnere Dottor Francesco Dalle Coste, viene condotta la nuova di Stile Classico, ordine Corinto….”
Nel 1885 la navata era completata e si demolì la vecchia chiesa (di essa rimane solo parte del muro sud). 
Si decise di ingrandire ancora rispetto al progetto e si optò per i due emicicli sormontati da cupola, ad imitazione delle cupole veneziane. Nel 1887 il Comune concorse per 5 anni alle spese di ampliamento, che durerà fino al 1902, anno in cui si costruì il soffitto del presbiterio e si completò la sacrestia a sud. 
Della fine del 1800 è il Fonte Battesimale in legno, di fattura a piramide, con sovrastante statuetta di S.Giovanni Battista, sostituita più volte.
Nel 1905 fu collocata la corona sopra l'altar maggiore.
Nel 1908 l'altare maggiore fu ampliato e portato allo stato attuale; furono costruiti anche gli altari di S.Giuseppe e della Madonna.
Nel 1917 fu edificato l'altare di S.Antonio (seconda cappella a sinistra della navata) per propiziare la fine della guerra, ma, ironia della sorte, arrivò la rotta di Caporetto.
Nel 1919 fu completato il campanile, il cui sopraelevamento era iniziato oltre 50 anni prima. A torre, ricoperto di tegole, la su altezza è di metri 40.
Nel 1920 fu posata la pavimentazione della navata e costruite le balaustre in marmo policromo.
Nel 1922 fu costruita la bussola in legno della porta principale, furono acquistati i 40 banchi in noce.
Nel 1923 fu ammodernato l'orologio del campanile.
Nel 1926 fu ultimata la facciata, come risulta dalla scritta: "Edificio a Dio Onnipotente dedicato in onore di S.Ambrogio Milanese Pontefice con denaro offerto nell'anno 1872 dalle fondamenta iniziato nell'anno 1926 con felice esecuzione i parrocchiani completarono"
Nel 1927 fu sistemata la piazza e nel 1927-28 fu costruita la sacrestia a nord (il contraforte per scaricare le forze della cupola a nord evidenzia bene che nel disegno originario la sagrestia non era prevista).
Il 7 ottobre 1930 furono collocate le campane. Formano un concerto molto festoso dalle note: sol bemole, fa, mi bemole, re bemole. Il campanello che sta sopra le campane, in un castello distinto, risale al 1883.
Il 7 dicembre 1937 avviene la consacrazione della chiesa. “Oggi fu consacrata la chiesa di S.Ambrogio di Grion da S.E.Rev.mo Mons. Antonio Mantiero Vescovo della diocesi di Treviso”.
Nel 1955 venne costruito l'altare del Sacro Cuore (seconda cappella a destra della navata) a ricordo dei caduti delle guerre. “Di questa parrocchia i reduci dalla funestissima guerra incolumi al Cuore di Gesù pieni di gratitudine questo altare vollero posto”.
Il presbiterio, come si presenta ora, risale al 1950. È stato rifatto su disegno dell'Ing. Fiscon di Trebaseleghe. Le balaustre del 1920 furono allungate nell'ultima parte del semicerchio.
Nel 1957 fu posata la pavimentazione in marmo del presbiterio.
Nel 1976 fu inaugurato l'organo.
Nel 1984 furono elettrificate le campane e si mandò in pensione il campanaro.
Nel 1987 si eseguì il risanamento conservativo della cupola.
Nel 1992 fu restaurata la pala del Santo Patrono da Vanni Tiozzo di Mira, sotto il controllo delle Belle Arti di Venezia e dell'Ufficio Arte Sacra della Curia diocesana.
Nel 1994 fu restaurata la Pala di S.Giovanni evangelista, sempre da Vanni Tiozzo..
Il resto è storia recente.
Generalità della chiesa: La chiesa parrocchiale di S.Ambrogio Vescovo e Dottore in S.Ambrogio di Grion è in stile neoclassico e, come abbiamo visto, è il risultato della ricostruzione "dalle fondamenta" iniziata nel 1872 e terminata nel 1926. Il tempio ha impianto a croce latina e presenta dimensioni interne massime in lunghezza m.37,90 e in larghezza m.16,70. La navata è costituita da un'aula ad unico invaso di dimensioni m.9,80 x 20,72, su cui si aprono 6 cappelle laterali, 3 per lato, di dimensioni interne m. 3,40 x 1,40. Il lato orientale dell'aula comunica con una crociera quadrata di dimensione m.7,20 x 7,20, che si apre ai lati su 2 transetti absidati e sul presbiterio di dimensione m. 7,39 x 6,97, con capocroce absidato. Agli angoli della crociera 4 pilastri e 8 colonne libere sostengono il peso di un alto tamburo con oculi sormontato da una cupola emisferica illuminata al vertice dalla lanterna, per un'altezza del tamburo e della cupola di m. 9,65. Tutte le colonne e le semicolonne sono sormontate da capitelli di stile corinzio con a sommo di ogni facciata la rosa a 5 petali. Ai lati del presbiterio si trovano le 2 sacrestie. Lo spessore dei muri è di 50 centimetri per il corpo della chiesa, mentre si riduce a 30 per le sacrestie. La copertura dell'aula è costituita da 14 capriate in legno che sopportano il peso dei correnti longitudinali ai quali è appeso il soffitto a vela dell'aula, in arelle di canicciato (=grisioe), intonaco e stucchi. La copertura del coro è costituita da 4 capriate ed un ventaglio terminale di puntoni che sopportano un listellato di arcarecci.La copertura del tetto è costituita da un'impalcatura di tavelle in cotto (cm.26x13x3) poggianti sugli arcarecci e da un manto di coppi.
L’altare mobile del 2003: Le motivazioni che hanno portato a pensare al nuovo altare sono state l’opportunità di rinnovare il precedente altare in legno, frettolosamente installato negli anni ’60 a seguito della riforma conciliare, in quanto poco rapportato con il contesto del presbiterio e la necessità di ripristinare la vecchia lastra di marmo policromo, chiamata paliotto, che costituiva l’altare dell’antica chiesa seicentesca. Il risultato è stato la ricomposizione del paliotto in un nuovo altare più consono con le caratteristiche del nostro Luogo sacro.In particolare è stato concepito in modo tale da esaltare il valore storico e di memoria del paliotto, richiamare il rigore formale e la plasticità della chiesa ed evidenziare il nuovo rispetto all’antico. L’opera si compone di 3 semplici elementi: la lamiera di rame nei fianchi, il paliotto restaurato nel fronte e il piano di marmo come mensa eucaristica. L’altare è inoltre dotato di un dispositivo a ruote che permette lo spostamento. Questo nuovo elemento, nelle intenzioni di Padre Sergio, dovrebbe esprimere il senso di appartenenza dell’intera Comunità di S.Ambrogio.
I 4 dipinti nelle pareti laterali del 2004: Per celebrare il giubileo del 2000, si pensò conveniente abbellirla collocando dentro i riquadri in gesso già ricavati sopra le porte delle pareti laterali, 4 dipinti che richiamassero l’incontro di Dio con l’uomo attraverso la misericordia del Figlio suo, Gesù Cristo. Ci volle, però, qualche tempo di preparazione e di studio e nel 2005 il pittore Claudio Borsato consegnò i dipinti che rappresentano scene del nuovo testamento: Il Figliol Prodigo (Dipinto sopra la cella del battistero); Il Buon Pastore (Dipinto sopra la porta laterale sud); Zaccheo (dipinto sopra la porta laterale nord); La Maddalena (Dipinto sopra la cella della Madonna). 
I dipinti della parete di controfacciata del 2006: La cornice rettangolare in gesso della controfacciata, sopra l’ingresso principale e la sovrastante lunetta, offrirono lo spazio idoneo per 2 nuovi dipinti, eseguiti sempre da Caludio Borsato, che vogliono, attraverso le braccia aperte dell’Angelo e del Cristo Risorto, quasi voler abbracciare la navata. L’annunciazione e presentazione (Dipinto sopra ingresso); L’assemblea dei Santi e dei Beati davanti a Cristo Risorto (Dipinto di lunetta).
I dipinti di Ennio Boccacci del 2007/08: Dopo i quadri già realizzati negli anni precedenti, è tempo di pensare alle ultime 3 cornici presenti in chiesa e di riempirle con dei dipinti. L’impresa si rileva subito molto più ardua delle precedenti per la grandezza degli spazi, in particolar modo per il dipinto sul soffitto della navata. Il pittore: Ennio Boccacci nasce a Valfabbrica (PG) l'8 marzo 1949, si diploma nel 1967 presso l'Istituto d'Arte "Bernardino di Betto" di Perugia. Prosegue gli studi a Roma, dove completa la sua formazione Artistico-culturale. L'interesse per la pittura, lo studio approfondito dell'anatomia e della scenografia creano in lui una rapida e conseguente evoluzione che caratterizza in maniera fondamentale il suo impegno estetico. Nel 1972 apre uno studio d'arte dove egli stesso crea e produce opere in ceramica; contemporaneamente collabora come scenografo e costumista con diverse compagnie teatrali. Si dedica anche all'affresco con grandi narrazioni sacre e profane. Nelle sue più recenti realizzazioni l'artista ha superato l'annotazione del dinamismo, che si concretizza nella dimensione terrena fra l'uomo e il suo ambiente, per collocare la sua narrazione nello spazio impalpabile di "cieli maturi", dove i personaggi sono protesi verso l'alto e il loro dinamismo è mutazione. È stato impegnato in grandi committenze in Italia e all'estero. Numerose le collettive cui ha partecipato con associazioni ed enti pubblici in Italia e all'estero.È stato conosciuto in parrocchia per il dipinto eseguito a Scandolara. Il dipinto sul soffitto della navata:L’opera pittorica realizzata sul soffitto della navata centrale, si inserisce in una cornice in gesso già predisposta fin dalla costruzione della chiesa stessa. Il tema del dipinto è incentrato sui punti salienti della “Storia della Salvezza”: è un cammino verso l’altare che parte dal Patriarca Abramo, Padre della Fede per le tre religioni monoteistiche, che riceve da Dio la promessa: “La tua discendenza sarà numerosa come le stelle del cielo”. Il cammino prosegue con la prova di fede col sacrificio del figlio Isacco; è presente tramite allegoria, la mano di Dio che ferma l’azione in un contesto dinamico creato dal volo della colomba, simbolo dello Spirito Santo. Questo coinvolge la scena seguente del fuoco, che incide le tavole della legge e scandisce tramite Mosé l’Alleanza tra Dio e il suo popolo. Due presenze celesti seguono, nel leggero vortice creato dallo Spirito Santo, il fascio di luce che illumina sopra l’altare la scena del battesimo di Cristo nel fiume Giordano, dove Dio presenta Gesù al popolo con le parole: “Questo è il mio figlio prediletto nel quale mi sono compiaciuto.” Nella parte terminale del dipinto, disposto verso l’altare, è rappresentato il tema escatologico rappresentato dall’Ascensione del Signore, verso il quale e tramite i suoi discepoli, tutta l’umanità è chiamata nella gloria del cielo: “Io vado a prepararvi un posto; quando sarò andato e vi avrò preparato un posto, ritornerò e vi porterò con me, perché siate anche voi dove sono io” (Gv 14,2-3). La composizione è scandita anche dalla presenza allegorica delle tre virtù teologali: la Fede nella prova di Isacco, la Speranza nell’Antica Alleanza e la Carità Divina che dona il proprio figlio per la salvezza dei popoli. Come per gli altri quadri, l’impossibilità di dipingere direttamente sull’intonaco a base di gesso, impone la stessa tecnica usata per la chiesa di Scandolara: acrilico su tela con supporto ventilato in pannello di fibra ignifugo. La crocefissione (Dipinto sul lato nord del Presbiterio); L’ultima Cena (Dipinto sul lato sud del Presbiterio).
L’Organo: Nel 1976 viene collocato l’organo. Qualche anno prima, nel 1963 il “Concilio Vaticano II” aveva emanato un documento: il “Sacrosanctum Concilium” che dispone testualmente: “nella chiesa si abbia in grande onore l’organo a canne, strumento musicale tradizionale, il cui suono è in grado di aggiungere un notevole splendore alle cerimonie della chiesa e di elevare potentemente gli animi a Dio e alle cose celesti”.Solo nel 1975 i tempi si rivelano maturi anche per la nostra parrocchia, e l’occasione propizia: una chiesa di Venezia sostituiva il proprio Organo.E’ un “Mascioni” del 1913 di 15 registri reali. Opera 318. Per gli intenditori, il nome dell’organaro che l’ha creato e il numero dell’opera, costituiscono il marchio identificativo del valore e delle capacità dello strumento. Lo strumento viene posto nel catino absidale dietro l’altar maggiore. Contava 893 canne totali. La cassa in legno di abete tinta noce con finte venature è solo nella parte bassa, il prospetto è di tipo ceciliano a più cuspidi con canne in tigrato dei registri Principale, Flauto, Saliconale e Violoncello. La trasmissione è elettro-pneumatica. La console è posta nell’emiciclo di sinistra della navata a circa una decina di metri dal corpo sonoro; è formata da 2 tastiere di 58 tasti ricoperti di osso e da una pedaliera con 27 pedali in legno di rovere del tipo diritta e parallela. Le placchette bianche nella parte superiore, permettono di attivare i vari registri di cui lo strumento è dotato. Le origini di questo strumento sono molto di riguardo: fu costruito nel 1913 per la Basilica di S.Marco a Venezia e l’anno dopo trasportato nella Chiesa della Madonna della Salute. Quindi un organo concepito per chiese a cupola, che ha trovato magnifica espressività anche nella nostra chiesa, appunto a cupola.Il 5 dicembre 1975, fu trasportato a S.Ambrogio e, qualche mese dopo, collocato nell’abside.L’inaugurazione avvenne il 17 giugno 1976 con un concerto del M° Giovanni Celeghin.
La Pala del Santo Patrono: Entrando in chiesa, subito lo sguardo è attratto dalla grande Pala che sovrasta l’altare maggiore. Dai documenti della visita pastorale di Sebastiano Soldati avvenuta il 10 Settembre 1832 veniamo a sapere che essa risale al 1669 e fu collocata nella piccola chiesa di allora, che era stata consacrata pochi anni prima: nel 1664. L’autore è sconosciuto, ma Francesco Fapanni, in una visita alla chiesa nel 1850, dice che era scritto in basso sulla pala. Era posta sopra l’altare il cui paliotto è giunto fino a noi, ora incastonato nell’odierno altare mobile. Nella piccola antica chiesa, la Pala ricopriva in altezza tutta la parete retrostante, creando un maestoso colpo d’occhio. A completare la composizione, vi stava il ciborio, che è lo stesso che vediamo oggi. L’altare dunque risultava assai piccolo, per cui nel 1707 si collocò il nuovo paliotto con mensa, l’odierno altar maggiore, molto più grande del precedente, che rendeva più equilibrata e maestosa la composizione. La maggiore altezza del nuovo altare costrinse, però, a tagliare la parte superiore della pala per consentire il ricollocamento nella vecchia chiesa, dal soffitto molto più basso di quello di adesso. Il fatto risulta evidente da come appaiono troncati la croce, la colomba e la bandiera. Nel 1754 la chiesa fu nuovamente riconsacrata dopo un restauro ed un ampliamento. Fu alzato un poco il tetto, e questo permise di riparare al torto subito dalla colomba dello Spirito Santo: la Pala fu coronata da una scultura lignea, probabilmente dorata, dove venne inserito un nuovo dipinto della colomba (la corona purtroppo è andata perduta). La composizione altare-ciborio-pala fu mantenuta anche con l’attuale nuova chiesa. Di autore ignoto, priva di ogni iscrizione, attualmente la Pala misura m. 1,55 per 3,10. La raffigurazione esprime la religiosità e la situazione sociale del tempo in cui fu realizzata. In un paese allora completamente di proprietà del Vescovo, essa serviva anche a confermare l’autorità vescovile, contro le brame di signorotti e di Venezia. Al centro S.Ambrogio, il Patrono della chiesa, tiene con la mano sinistra il pastorale, segno di autorità per tutti i vescovi; è ricoperto dal Piviale in penne di gabbiano, segno della libertà della chiesa contro gli altri poteri temporali, mentre, dottore della chiesa, è intento a scrivere la vera interpretazione dei testi sacri. Alla sua sinistra qualcuno individua il Cardinale Conciliare San Carlo Borromeo, patrono dei vescovi, il quale attesta, tenendo in mano e consultando i documenti emanati dal Concilio di Trento, che quanto prescrive il Vescovo Ambrogio e quanto si compie nel paese a lui consacrato è conforme alle direttive conciliari. Ad avviso di qualche altro però le peculiarità fisiche non sono conformi alla figura del Borromeo, in quanto il cardinale è ricordato come un uomo una spanna al di sopra dell’altezza media di allora, di corporatura molto robusta e con naso adunco. Probabilmente, l’intento del committente (il vescovo di allora) è quello di rappresentare se stesso, Bartolomeo gradenigo. Il libro che ha in mano è il simbolo della sua sapienza: sappiamo che egli conseguì il dottorato “in utroque iure”- nell’uno e nell’altro diritto, ovvero civile e canonico! La veste rosso porpora è il simbolo della sua autorità, confermata della nomina che ha avuto a “Prelato domestico del Papa e referendario della Congregazione del Buon Governo”. Alla sinistra del dipinto vi sta San Liberale, patrono della diocesi, il quale, brandendo il vessillo di Treviso ribadisce l’assoluta autorità di Treviso sul nostro paese. Da notare le gambe massicce e sproporzionate: una piantata sul gradino dove è posizionato il vescovo di Treviso e l’altra, ben salda, sul gradino più basso, simbolo del nostro paese. In alto la Trinità e la Croce scrutano ed approvano quanto avviene in terra..
Nell'ambito del vescovado di Treviso la Parrocchia di Sant'Ambrogio di Grion appartiene al Vicariato di Camposampiero. La sagra patronale fino al 1874 si svolgeva la terza domenica di Settembre, giorno della consacrazione della vecchia chiesa. A causa della sopraggiunta ricorrenza della Breccia di Porta Pia (20 Settembre 1870) il Vescovo ordinò che tutte le sagre paesane della diocesi fossero spostate alla quarta domenica di ottobre "...affinché non fosse adito a violazione di rubbriche" allo scopo contrastare la crescente onda anticlericale che si appropriava delle festività ecclesiali trasformandole in festività civili. Col passare del tempo, le sagre delle altre parrocchie della diocesi tornarono ai giorni soliti. Per S.Ambrogio, con la chiesa in costruzione e da consacrare, rimase la quarta di ottobre. La nuova chiesa fu consacrata il 7 dicembre 1937 (giorno di S.Ambrogio), ma la sagra non fu spostata.